# Sébastien Tellier
Pour les articles homonymes, voir Tellier.
Sébastien Tellier, né le 22 février 1975 au Plessis-Bouchard, est un artiste de musique électronique, chanteur et acteur français. Il chante en français, anglais, espagnol, allemand et italien. Il est notamment connu pour ses titres Pépito bleu, Roche, L'Amour et la Violence et La Ritournelle.
En 2008, il représente la France lors de la 53e édition de l'Eurovision où il se classe à la 18e place sur 25 participants.
En avril 2025, il est nommé chevalier de l'ordre des Arts et des Lettres

## Biographie

### Ses débuts
Fils du guitariste rythmique Alain Tellier, qui a entre autres joué avec le groupe Magma,, il est scolarisé à l'École Saint-Martin-de-France (Pontoise, Val-d'Oise). Son premier album, L'Incroyable vérité (2001) sort sur le label Record Makers cofondé par le groupe Air. Pour assurer la promotion de l'album, Sébastien Tellier assure la première partie durant leur tournée de 2001. Sur scène, il est accompagné par Pamelia Kurstin, célèbre virtuose du thérémine.
Son morceau Fantino, issu de L'incroyable vérité est choisi pour faire partie de la bande originale du film Lost in Translation (2003) de Sofia Coppola.
Politics, son deuxième album, est publié en 2004. Tony Allen, l'ancien batteur de Fela Kuti, joue sur la plupart des titres. Titre phare de l'album, La Ritournelle remporte un franc succès et apporte à Sébastien Tellier une relative notoriété. La même année, il signe la BO du film Narco.
En 2006, il s'isole pour enregistrer, en quelques jours, des reprises acoustiques de titres de ses deux premiers albums, ainsi qu'une reprise du titre du chanteur français Christophe, La Dolce Vita. Il en résulte Sessions, qui sera distribué en France et en Belgique. Plus tard, l'album sortira en Grande-Bretagne chez Lucky Number. Doté de quelques morceaux supplémentaires issus de la BO de Narco, il sera renommé Universe.

### Eurovision 2008

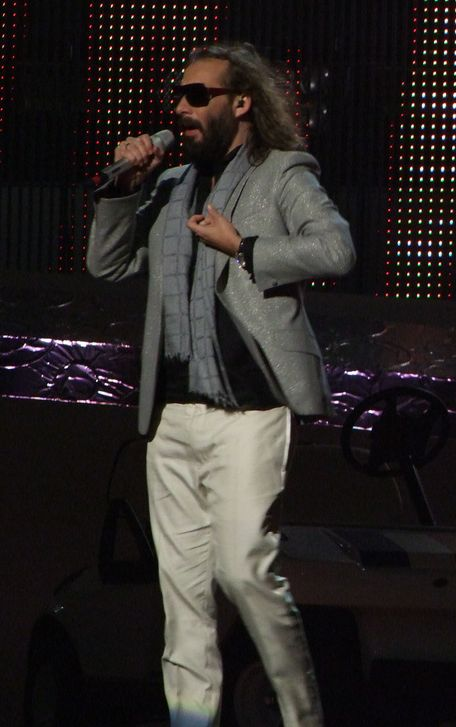
Sébastien Tellier au Concours Eurovision de la chanson 2008.

En février 2008, France 3, par l'intermédiaire de Marie-Claire Mézerette, directrice des divertissements de France 3, choisit Sébastien Tellier pour représenter la France au 53e Concours Eurovision de la chanson qui se déroule le 24 mai 2008, à Belgrade en Serbie. Il choisit d'interpréter la chanson Divine dont il a composé la musique et co-écrit les paroles avec Amandine de La Richardière. À l'origine, la chanson est entièrement écrite en anglais. Il est de ce fait, le premier représentant de la France à l'Eurovision à interpréter une chanson entièrement en anglais. À la suite d'une vaste polémique venant notamment de la classe politique,, il prononce quelques mots en français dans sa chanson lors de sa prestation sur la scène lors de la finale du concours à Belgrade. Au terme du vote final, il se classe 18e sur les 25 pays participants (ex æquo avec Charlotte Perrelli, représentante de la Suède et gagnante de l'Eurovision 1999 sous le nom Charlotte Nilsson).

### L'après Eurovision 2008
L'album Sexuality (2008) marque un tournant. Il disait lors d'une interview « seul le cul m'intéresse », et son troisième album est donc conçu comme une sorte d'odyssée sexuelle. Tellier abandonne alors les sons acoustiques (à l'exception d'un morceau, L'Amour et la violence), et s'associe au producteur Guy-Manuel de Homem-Christo, membre de Daft Punk. L'album, sorti en février, est un succès critique. Il reprend également Des Heures Hindoues d'Étienne Daho, dans la compilation en hommage à ce dernier, Tombés pour Daho.
À propos de son look, il déclare souvent associer : « La barbe, pour le côté mystérieux, les cheveux longs pour le côté féminin, les lunettes noires pour le côté sophistiqué ».
Il s'est marié le 26 août 2012 à Gardone Riviera, en Italie, avec Amandine Martinon de La Richardière, dite Amandine de la Richardière (sœur de Candice de La Richardière, directrice de la communication de Reworld Media, épouse du journaliste et critique musical Philippe Manoeuvre), DJ et qui a composé la chanson Divine avec lui et dont on entend les murmures orgastiques sur les titres Pomme et Kilometer.

### My God Is Blue(2012)
En mars 2010, Busy P annonce que Sébastien Tellier est en studio avec Mr. Flash qui réalisera son 4e album. Ce nouvel album est intitulé My God Is Blue et sort sur le label Record Makers le 23 avril 2012.
Dans l'album, Guy-Manuel de Homem-Christo (Daft Punk) réalise la musique du titre My poseidon. Durant le 65e Festival de Cannes 2012, il donne un concert privé sur la Terazza Martini. L'album est plus ou moins bien reçu à cause de son côté décalé où Sébastien Tellier se met en scène en tant que Gourou de son Alliance Bleue où il se proclame la Maman des alliés.

### Confection(2013)
Un cinquième album, intitulé Confection est sorti le 14 octobre 2013. Pour l’événement, il se produit à La Cigale deux jours avant la sortie de l'album dans le cadre du Festival d'île de France avec un orchestre classique. C'est Jean-Baptiste Mondino qui réalise le clip du seul et unique single : L'amour naissant, ainsi que de la pochette de l'album et l'artwork.
Cet album est fortement marqué par la mort de sa grand-mère, la chanson liminaire Adieu lui fait référence. Il écrit d'autres chansons pendant ce temps marqué par cet événement. Parallèlement, on lui propose de faire la bande originale du film Confession d'un enfant du siècle. Malgré l'harmonie entre les images et le son, ces quelques chansons n'apparaissent pas sur la B.O. Tellier décide finalement d'en faire un album où il se dit uniquement intéressé par l'harmonie des sons.

### L'Aventura(2014)
En mai 2014, sort l'album intitulé L'Aventura. Tellier affirme : « Pour cet album j’ai souhaité réécrire mon enfance. J’ai choisi de situer cette aventure au Brésil, pays de splendeur et de joie à l’âme éternellement enfantine ». L'album a été enregistré durant la période de promotion de Confection dans les studios d'Arthur Verocai, de Jean Michel Jarre, et de Philippe Zdar.
En 2016, Tellier compose la bande originale de Saint-Amour, comédie franco-belge réalisée par Benoît Delépine et Gustave Kervern.
La même année, il signe la bande originale de Marie et les Naufragés, film réalisé par Sébastien Betbeder.

### Mind Gamers - Power of Power(2017)
L'année 2017 voit la formation du groupe éphémère Mind Gamers, réunissant Daniel Stricker, batteur du groupe Midnight Juggernauts, John Kirby, clavier pour entre autres Cypress Hill, et Sébastien Tellier. De cette association naît l'EP de deux titres Power of Power. Le second titre, Golden Boy, comprend la participation de Karl Lagerfeld.
Toujours la même année, Tellier signe la bande originale de la série A Girl Is a Gun, réalisée par Matthieu Tonetti, ami de longue date de Tellier, qui auparavant avait réalisé deux de ses clips, dont le tout premier pour la chanson Universe.

### Dita Von Teese(2018)
Après une collaboration de plus de deux ans, la danseuse burlesque Dita Von Teese sort en février 2018 un premier album portant son nom. Celui-ci est entièrement composé et produit par Sébastien Tellier qui en a eu l'idée : « Lorsque j'ai vu Dita danser sur l'une de mes compositions au Crazy Horse, j'ai eu le sentiment que son physique et sa personnalité collaient parfaitement avec ma musique et je me suis donc mis à écrire exclusivement pour elle ». Formant en quelque sorte un tandem, Tellier est présent sur la pochette du disque, et assure la promotion de l'album aux côtés de la danseuse américaine.

### DomesticatedetSimple Mind(2020)
Avec une sortie repoussée au 20 mai 2020 en raison de la pandémie de COVID-19, l'album Domesticated marque le retour de Tellier en solo, six années après L'Aventura. Marié, père de famille, il y évoque cette fois-ci son aventure domestique : « C’est un album sur la condition humaine, mais aussi sur ma vie. J’étais un chien fou, et puis je me suis marié, j’ai eu deux enfants et je me suis pris les tâches domestiques en pleine face, couches, packs de lait ». C'est un retour au son électronique rappelant Sexuality. À cette occasion, il collabore avec Nicolas Chataing, ingénieur du son pour PNL, entre autres. Il incorpore pour la première fois des effets de voix proches de l'Auto-Tune.
En fin d'année sort Simple Mind, une rétrospective où il met à nu onze chansons de son répertoire, de Sexuality à Domesticated. Minimaliste, épuré, l'album met l'accent sur la voix et les accords.
Régulièrement sollicité par la maison de haute-couture Chanel, Tellier produit la bande-son du défilé printemps-été 2022 de la maison sous la forme d'un EP intitulé SYMPHONIC, et se produit lors de défilés ou évènements organisé par Chanel. Il est rejoint pour l'occasion par d'autres artistes comme Angèle, Vanessa Paradis, Charlotte Casiraghi, ou encore Juliette Armanet.
Le 28 août 2024, Sébastien Tellier interprète La Ritournelle lors de la cérémonie d'ouverture des Jeux paralympiques de Paris, sur la place de la Concorde, peu avant l'embrasement de la vasque paralympique.

### Influences
L'univers musical et artistique de Sébastien Tellier s'inspire de Serge Gainsbourg, de François de Roubaix, d'Antonin Artaud, de Salvador Dalí, de Lucio Battisti et de Stevie Wonder.

## Discographie

### Collaborations
En 2008, Sébastien Tellier apparait aux côtés de Matthieu Chedid sur le morceau Zombi par Le Sacre du Tympan sur leur album La grande ouverture.
En 2010, Sébastien Tellier a prêté sa voix au morceau A Mountain For President du groupe électro Principles of Geometry dans leur album Lazare. Il participe également au titre Nightcall de Kavinsky en prêtant sa voix aux chœurs. Kavinsky est une connaissance de longue date de Tellier.
Caroline Polachek du groupe Chairlift et Sébastien Tellier collaborent en 2013 pour produire le single In the Crew of Tea Time.
En 2016, il collabore avec Jean-Michel Jarre à l'occasion de l'album Electronica (volume 2) pour le morceau Gisele.
Il participe également en 2018 au titre When You Die de MGMT où l'on peut entendre son rire au milieu de la piste.
Tellier est invité en 2019 par Christophe sur son album Christophe Etc. à reprendre le titre Señorita, un classique du chanteur. Proche de Christophe, Tellier avait repris La Dolce Vita de Christophe dans son album Sessions.
En 2020, il est en featuring sur le titre Boycycle de Salvatore Ganacci.
En 2023, il prête sa voix sur le titre Amoureux de l'album Summercamp de Jack Lahana et Rob, ancien claviériste de Tellier et de Phoenix.
En 2024, il produit un EP pour Alain Chamfort, sobrement intitulé Alain Chamfort produit par Sébastien Tellier. Les deux artistes partagent le micro sur la chanson Whiskey Glace, qui sera ensuite incluse dans l'album d'Alain Chamfort, L'Impermanence.

## Filmographie
- 2001 : Nonfilm, premier film de Quentin Dupieux
- 2002 : Appartement 25, court métrage de Delphine Lamarche et Martin Auvray.
- 2003 : Lost in Translation, deuxième film de Sofia Coppola, la chanson Fantino
- 2006 : Daft Punk's Electroma, deuxième film de Daft Punk, la chanson Universe figure en entier dans une scène du film
- 2007 : Furtivo de Xavier Veilhan & Sébastien Tellier
- 2007 : Steak, le second film de Quentin Dupieux, dont il signe une partie de la bande originale. Sa chanson Divine, éditée sur l'album Sexuality et représentant la France à l'Eurovision 2008, fait de très nombreuses références à la bande des Chivers : « I'm looking for a band today - I see the Chivers anyway - Through my eyes », qui signifie « Je cherche un groupe aujourd'hui - Je vois les Chivers de toute façon - À travers mes yeux ».
- 2010 : Somewhere, Look
- 2011 : La guerre est déclarée, Une vie de papa
- 2016 : Marie et les Naufragés, deuxième long métrage de Sébastien Betbeder, où il signe la bande originale.
- 2024 : Libre de Mélanie Laurent

## Distinctions
- Chevalier de l'ordre des Arts et des Lettres (2025)